# Ficus coronata
Ficus coronata, comúnmente conocido como higuera lija de arroyo, es una especie de árbol de higo (género Ficus) nativo de Australia. Se le encuentra a lo largo de la costa este desde Mackay en el centro de Queensland, a través de Nueva Gales del Sur hasta Victoria. Crece cerca de los bancos de ríos y barrancos en el bosque lluvioso y bosque abierto. Su nombre común se deriva de las hojas rasposas, las cuales comparte con otras higueras lija

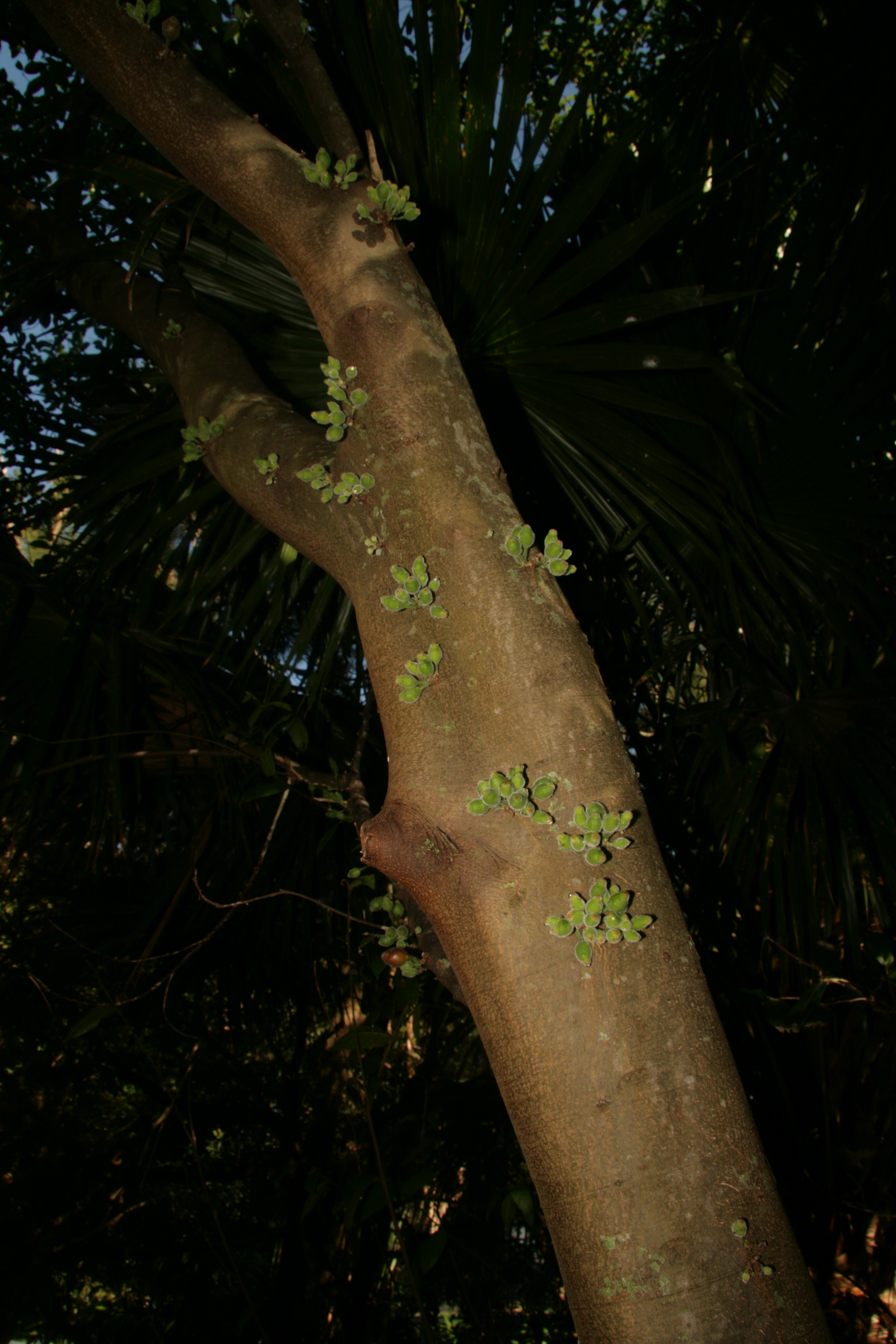
Tronco

## Descripción
La higuera lija es un árbol pequeño que puede alcanzar las dimensiones de 6-12 m de alto por 3-5 m de ancho, sin embargo generalmente es más pequeño. El tronco es café oscuro, las hojas elípticas u ovales miden 5-15 cm de largo por 2-5 cm de ancho y son ásperas como papel de lija en el haz. El nuevo crecimiento es velloso. El fruto oval suculento mide alrededor de 1.5 cm de largo y está cubierto de densos vellos.

## Distribución y hábitat
La higuera lija se encuentra a lo largo de cursos de agua y barrancos en los bosques lluviosos, y con menos frecuencia en el bosque abierto. Puede estar asociado con el manzano de corteza rugosa (Angophora floribunda). Se le encuentra desde Mackay hacia el sur a través de Nueva Gales del Sur hasta el este de Victoria donde está clasificado como "amenazado". Existe un solo registro en el Territorio del Norte.

## Ecología
Sirve como planta alimenticia para las orugas de la mariposa común  de Queensland- o rayo de luna púrpura (Philiris innotatus), Sphecotheres vieilloti, Ailuroedus crassirostris, Oriolus sagittatus, Lopholaimus antarcticus y Pteropus poliocephalus  son algunos animales que consumen el fruto.

## Usos
La fruta es comestible y palatable, y fue consumida por los aborígenes locales. 
Una historia popular sostiene que las hojas de este ficus fueron usadas como lija para pulir la madera y caparazones de tortuga por los pueblos indígenas, todavía cuando fueron probadas por Len Webber, amante de bonsáis y ficus y resultaron ser demasiado quebradizas y suaves para funcionar de esta manera.
Las hojas de la higuera lija son un atributo atractivo el cual puede ser realzado con su utilización como bonsái, sin embargo el tronco puede no engrosar espontáneamente. Se puede recomendar en posiciones sombreadas de jardín, o en espacios de interiores de mediana luminosidad. Como todos los ficus en posiciones favorables en jardín, atraen aves, tales como  ojo de plata y la paloma de bosque.

## Taxonomía
Ficus coronata fue descrita por Spin y publicado en Jard. St. Sebastien ed. 3, 29 (1818)
Etimología
Ficus: nombre genérico que se deriva del nombre dado en latín al higo.
Su epíteto específico latíno coronata que quiere decir "coronada" se refiere al anillo de cerdas alrededor del ápice del fruto. Ficus stephanocarpa (con un nombre parecido que significa ‘fruta coronada’) fue descrita por primera vez por el botánico alemán Otto Warburg  es un sinónimo.
Sinonimia
- Ficus muntia Link
- Ficus stephanocarpa Warb.[15]